# Slatine, Split
Slatine är en ort i Kroatien.   Den ligger i staden Grad Split och länet Dalmatien, i den södra delen av landet, 260 km söder om huvudstaden Zagreb. Slatine ligger 25 meter över havet och antalet invånare är 1 000.
Terrängen runt Slatine är kuperad åt nordväst, men åt sydost är den platt. Havet är nära Slatine åt sydost.  Närmaste större samhälle är Split, 8,6 km öster om Slatine. 